# Fantômas
Fantômas (pronunciación en francés: /fɑ̃tomas/) es un personaje literario protagonista, archivillano, y mente criminal de una serie de novelas policíacas escritas por Marcel Allain (1885-1970) y Pierre Souvestre (1874-1914).
Uno de los más populares personajes en la historia de la novela de folletín de crimen francés, Fantômas fue creado en 1911 y apareció en un total de 32 volúmenes escritos por los dos escritores, además de otras 11 obras de Marcel Allain, tras la muerte de Souvestre. Fantômas ha sido el tema de varias adaptaciones al cine, televisión e historieta. Su importancia en la historia de la novela de folletín de crimen y la ficción no puede ser subestimada, pues representa la transición entre los villanos de la novela gótica y los asesinos en serie modernos.

## El personaje
Fue presentado unos años después que Arsenio Lupin, otro famoso ladrón de la novela de folletín. Pero mientras Lupin es un ladrón de guante blanco incapaz de matar, Fantômas no muestra piedad y es mostrado como un sociópata que disfruta matando de una forma sádica.
Es totalmente despiadado, y no es leal a nadie, ni siquiera a sus hijos. Es un maestro del disfraz que aparece siempre bajo una falsa identidad, a menudo la de una persona que él ha asesinado. Además hace uso de increíbles y extravagantes técnicas en sus crímenes, como ratas infectadas de peste, serpientes gigantes y cuartos que se llenan de arena.
Sus autores dan pocas datos sobre sus orígenes. Podría ser descendiente de ingleses o franceses; al parecer, habría nacido en 1867. En los libros se señala que en 1892 el hombre que después se convertiría en Fantômas se hacía llamar Archiduque Juan North, en el principado alemán de Hesse-Weimar. Ahí se convirtió en el padre de un niño, Vladimir, hijo de una noble desconocida. Por circunstancias que nunca fueron reveladas, fue capturado y enviado a prisión. En 1895, viajó a la India; allí, una mujer europea dio a luz a una niña, Hélène, cuyo padre pudo ser Fantômas o un príncipe hindú que era su dependiente; y que creció en Sudáfrica.
En 1897, se mudó a Estados Unidos primero y a México posteriormente, donde arruinó a su entonces socio de negocios Etienne Rambert. En 1899, luchó en la Segunda Guerra de los Bóeres en Sudáfrica con el nombre de Gurn. Luchó en Transvaal como sargento de artillería bajo el mando de Lord Roberts. Se convirtió en el asistente de campo de Lord Edward Beltham de Scottwell Hill y se enamoró de su joven esposa, Lady Maud Beltham.
Ya en Europa y poco antes del inicio de la primera novela (1900), Gurn y Lady Beltham fueron sorprendidos en su nido de amor en París, rue Levert, por el esposo de Maud. Lord Beltham estaba a punto de disparar a Maud cuando Gurn le golpeó con un martillo para después estrangularlo. Entonces Fantômas adoptó el rostro de  Etienne Rambert y culpó al hijo de éste, Charles, por un asesinato que él había cometido. Haciéndose pasar por Etienne, convenció a Charles de esconderse, pero el joven pronto fue encontrado por el detective de la policía francesa Juve, que estaba tremendamente obsesionado con la captura de Fantômas. Juve sabía que Charles era inocente y le dio una nueva identidad: el periodista Jerôme Fandor, empleado del periódico La Capitale. Más tarde, Juve arrestó a Gurn y presentó un argumento en el que demostraba que Gurn y Fantômas eran la misma persona, sin embargo la evidencia era demasiado circunstancial para ser concluyente. En la víspera de su ejecución, Gurn (Fantômas) escapó de la custodia siendo reemplazado por un actor que había adquirido la apariencia de su última identidad, y fue ejecutado en su lugar.
Lady Beltham permaneció en una constante y desgarradora tortura, entre su pasión por el villano, y el horror de los crímenes que cometía; hasta que finalmente se suicidó en 1910.
Fandor se enamoró de Hélène y, a pesar de los intentos de Fantômas de separarlos, se casaron.
El hijo malvado de Fantômas, Vladimir, reapareció en 1911. La novia de Vladimir fue asesinada por Fantômas, y él mismo lo fue por el inspector Juve.

## Los libros
Por Allain y Souvestre
- Fantômas (1911)
- Juve contre Fantômas (1911)
- Le mort qui tue (1911)
- L'Agent Secret (1911)
- Un Roi Prisonnier de Fantômas (1911)
- Le Policier Apache (1911)
- Le Pendu de Londres (1911)
- La Fille de Fantômas (1911)
- Le Fiacre de Nuit (1911)
- La Main Coupée (1911)
- L'Arrestation de Fantômas (1912)
- La Livrée du Crime (1912)
- La Mort de Juve (1912)
- L'Evadée de Saint-Lazare (1912)
- La Disparition de Fandor (1912)
- Le Mariage de Fantômas (1912)
- L'Assassin de Lady Beltham (1912)
- La Guêpe Rouge (1912)
- Les Souliers du Mort (1912)
- Le Train Perdu (1912)
- Les Amours d'un Prince (1912)
- Le Bouquet Tragique (1912)
- Le Jockey Masqué (1913)
- Le Cercueil Vide (1913)
- Le Faiseur de Reines (1913)
- Le Cadavre Géant (1913)
- Le Voleur d'Or (1913)
- La Série Rouge (1913)
- L'Hôtel du Crime (1913)
- La Cravate de Chanvre (1913)
- La Fin de Fantômas (1913)

Por Marcel Allain
- Fantômas est-il ressuscité? (1925)
- Fantômas, Roi des Recéleurs (1926)
- Fantômas en Danger (1926)
- Fantômas prend sa Revanche (1926)
- Fantômas Attaque Fandor (1926)
- Si c'était Fantômas? (1933)
- Oui, c'est Fantômas! (1934)
- Fantômas Joue et Gagne (1935)
- Fantômas Rencontre l'Amour (1946)
- Fantômas Vole des Blondes (1948)
- Fantômas Mène le Bal (1963)

Notas
- Las portadas originales de Gino Starace son consideradas el trabajo de un genio espeluznante y pueden ser vistas en el sitio Fantômas Lives. La primera portada de Fantômas que muestra a un hombre enmascarado que lleva una chaqueta y sosteniendo una daga caminando audazmente por París, es tan conocida que se ha convertido en un cliché.
- La novela The Fantômas of Berlin, también conocida como The yellow document de Marcell Allain (1919), a pesar de su título, no es parte de la serie de Fantômas.
- La última novela escrita por Allain fue publicada en un periódico y nunca apareció como libro.
- Durante los años 80, las primeras dos novelas de la serie fueron publicadas con traducciones revisadas al inglés. Fantômas en 1986 con una introducción de John Ashbery, y Juve contre Fantômas en 1987 con el título The silent executioner con introducción de Edward Gorey.
- En 2006, Mark P. Steele hizo la traducción de La fille de Fantômas para la editora estadounidense Black Coat Press.

## Las películas
Cine mudo

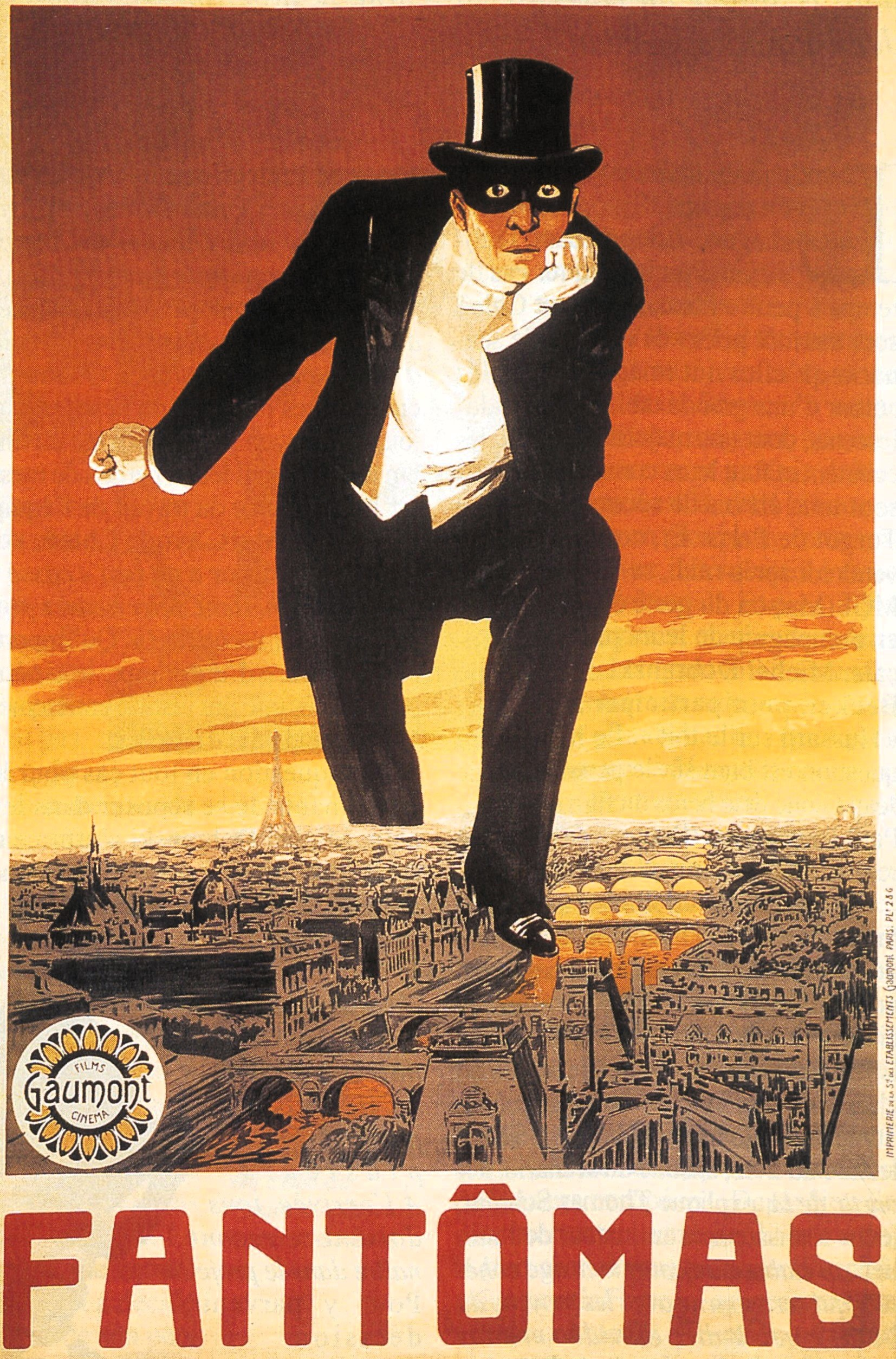
Póster de la primera película sobre el personaje, Fantômas (1913), de Louis Feuillade.

Fantômas apareció en una famosa serie de cinco películas, dirigida en 1913-1914 por Louis Feuillade. René Navarre hizo el papel de Fantômas, Breón el de Juve, Georges Melchior como Fandor y Renée Carl como Lady Beltham. Son recordadas como obras maestras del cine mudo. Su último trabajo Les vampires, que trata sobre el sindicato epónimo del crimen (y no sobre vampiros) hace referencias a la serie de Fantômas.
- Fantômas (1913)
- Juve contre Fantômas (1913)
- Le Mort Qui Tue (1913)
- Fantômas contre Fantômas (1914)
- Le Faux Magistrat (1914)

Existe también una serie estadounidense de 20 episodios de Fantômas de la década de 1920, dirigidas por Edward Sedgwick, con Edward Roseman como Fantômas, y que tienen poca semejanza con la serie francesa. En estas, la némesis de Fantômas es el detective Fred Dixon interpretado por John Willard. Fueron lanzadas parcialmente en Francia (tan solo 12 episodios) bajo el título Les Exploits de Diabolos. También se escribieron novelas acerca de esta serie por David White para Black Coat Press con el nombre de Fantômas in America.
Otras películas
- Fantômas (1932) - dirigida por Paul Féjos con Jean Galland como Fantômas.
- Fantômas (1946) - dirigida por Jean Sacha con Marcel Herrand como Fantômas.
- Fantômas contre Fantômas (1948) dirigida por Robert Vernay con Maurice Teynac como Fantômas.
- Fantômas (1964) - la primera de tres películas dirigidas por André Hunebelle con Jean Marais como Fantômas y Fandor, Louis de Funès como Juve y Mylène Demongeot como la esposa de Fandor, la fotógrafa Hélène. Su tono era generalmente mucho más alegre que el de las novelas y sus personajes fueron hechos con un estilo James Bond.
- Fantômas se déchaîne (1965)
- Fantômas contre Scotland Yard (1966)

## Televisión
Una serie de cuatro episodios de 90 minutos fue producida en 1980 con la actuación de Helmut Berger como Fantômas, Jacques Dufilho como Juve y Gayle Hunnicutt como Lady Bethalm. Los episodios 1 y 4 fueron dirigidos por Claude Chabrol; y los episodios 2 y 3 por el hijo de Luis Buñuel, Juan Luis Buñuel.

## Obras de teatro
- ¿13? o el vencedor de Fantomas (1915) de José María Martín de Eugenio.
- La resurrección de Fantomas (1915) de José María Martín de Eugenio.

## Historietas
En español
- La famosa serie mexicana de "Fantomas", en los años 1960, 1970 y 1980.
- Don Miki y Colección Dumbo. En esta revista juvenil se publicaban historietas en las que el Pato Donald se transformaba en Patomas, su alter ego vengador. Este personaje fue inspirado, entre otros, por Fantômas, aunque poco tiene que ver con él.

En francés
- Fantômas contre les Nains. Una edición semanal a color escrita por Marcel Allain e ilustrada por Santini fue publicada en Gavroche en los números 24-30, en 1941. La serie fue interrumpida por la censura; y una secuela Fantômas et l'Enfer Sous-Marin fue escrita pero nunca publicada.
- Una tira cómica diaria por Pierre Tabary fue distribuida por la publicación Opera Mundi desde noviembre de 1957 hasta marzo de 1958 (192 tiras en total), adaptando las primeras dos novelas.
- Diecisiete revistas fumetti (cómics) de Fantômas adaptando el primer, segundo, tercer y quinto libro de la serie fueron publicadas por Del Duca en 1962 y 1963.
- Una nueva edición semanal a color de Fantômas, escrita por Agnès Guilloteau e ilustrada por Jacques Taillefer, fue nuevamente distribuida por Opera Mundi en 1969 y publicada por Jours de France.
- Una serie de novelas gráficas de Fantômas escritas por L. Dellisse e ilustradas por Claude Laverdure fueron publicadas por la editora belga Claude Lefrancq: 1. L'Affaire Beltham (1990); 2. Juve contre Fantômas (1991) and 3. Le Mort qui Tue (1995).

## Influencia cultural
Las novelas de Fantômas y las subsiguientes adaptaciones al cine son vistas muy de cerca como la vanguardia francesa de aquella época, particularmente por los surrealistas. Blaise Cendrars llamó a las series "la Eneida moderna"; Guillaume Apollinaire dijo que "desde un punto de vista imaginativo, Fantômas es uno de los trabajos más ricos que existen". El pintor René Magritte y el poeta y novelista surrealista Robert Desnos ha hecho trabajos alusivos a Fantômas. Además, el músico estadounidense Mike Patton bautizó a una de sus bandas musicales con el nombre de Fantômas.

## Homenajes y relacionados
- Fantômas pudo haber sido influido por su predecesor Zigomar, creación de Léon Sazie, cuya primera aparición como serie fue en Le Matin en 1909, luego como revista con 28 ediciones en 1913 y nuevamente como Zigomar contre Zigomar por ocho ediciones más en 1924.
- Solo en Francia, Fantômas posee numerosos imitadores. Entre ellos Tenebras de Arnould Galopin, Masque Rouge de Gaston René, Belphégor de Arthur Bernède, Demonax de R. Collard; y Tigris, Fatala, Miss Teria y Ferocias del mismo Marcel Allain.
- Un gran número de villanos italianos de la década de 1960 fueron claramente influenciados por Fantômas. Entre ellos Diabolik, Kriminal, Killing y Satanik.
- Se cree que el film original de 1963 de La Pantera Rosa fue influenciada por Fantômas. Sir Charles Lytton, también conocido como the Phantom sería el análogo a Fantômas, y el inspector Clouseau el de Juve.
- Patomas, un superhéroe alter ego del Pato Donald creado por Guido Martina y Giovan Battista Carpi en 1969 está parcialmente basado en Fantômas. Su predecesor Fantomius estaba obviamente basado en el nombre de Fantômas. En Francia, el personaje es conocido como Fantomiald y en España como Patomas.
- En 1975, Julio Cortázar publicó Fantomas contra los vampiros multinacionales, inspirado por las adaptaciones mexicanas de Fantômas, que se desarrolla en torno a la Segunda Sesión del Tribunal Russell II.
- En 1999, Mike Patton llamó a su banda de Avant Garde Metal Fantômas por el personaje de las novelas.
- Existe un personaje de Marvel llamado Fantomex, que apareció por primera vez en agosto de 2002. Fue creado por Grant Morrison e Igor Kordey para New X-Men.
- En el Volumen II de la novela gráfica The League of Extraordinary Gentlemen, Fantômas es descrito como miembro de Les Hommes Mystérieux; la contrapartida francesa de la Liga, junto a Arsenio Lupin, el pirata aéreo Robur el conquistador y Le Nyctalope. En el Black Dossier, en el encuentro de la Liga con Les Hommes,  Fantômas es detenido una vez que detona una bomba que destruye la Opera Garnier.
- El programa de catch argentino "Colosos de la Lucha" contaba con un luchador técnico enmascarado, que siempre vestía traje galera y capa, llamado Fantomas, el rey de la elegancia.
- El personaje protagonista de la saga de videojuegos Phantomas parece claramente inspirado en el personaje literario.
- Fantômas roba 5000 ptas en Granada en 1916 Noticia de Granada Hoy[1] comprobado en feb de 2016